# Jangaldesh
Jangaldesh és el nom donat per segles al territori entre Bikaner i Jodhpur (Índia, estat de Rajasthan) i es considerava que volia dir País de la Jungla; el nom jungla fou adoptat pels britànics derivat de la paraula hindi jangal, però derivava del sànscrit jangala que descrivia en realitat territoris amb manca d'aigua on abundaven els arbres khrijris i alguns animals con antilops.
El nom Jangaldesh (realment país amb poca aigua) es va donar antigament al territori al nord de Bikaner a l'entorn de Nagaur i fins al Panjab, i després es va conservar durant molt de temps. Els maharajas rajputs de Bikaner que dominaven una part de l'antic Jangaldesh, portaven el títol de Jai Jangaldhar Badshah.